# Самохвалов, Иван Михайлович
Самохвалов Иван Михайлович (род. 22 октября 1982, Москва, СССР) — российский продюсер. С 2017 года управляющий партнёр  и генеральный продюсер продюсерской компании «Среда».

## Биография
С 2012 по 2017 — генеральный директор продюсерской компании «Среда». В 2016 году основал креативное агентство «Среда», объединяющее самых талантливых людей индустрии. С 2017 года — Генеральный продюсер и управляющий партнёр «Среды».
В 2018 году открыл первое в России агентство экранизаций «Best Case Agency», занимающееся поиском адаптаций в российской и зарубежной литературе.
В 2023 году вместе с Александром Цекало учредил сценарное агентство «А+».

## Личная жизнь
Первая жена (2009—2014) — Феруза Рузиева, актриса.
Вторая жена (с 2021 года по настоящее время)— Кристина Микерова.

Дети:
Тимур Самохвалов (род. 08.12.2010)
Пасынок: Александр Микеров (род. 04.07.2016)
Михаил Самохвалов (род. 01.12.2021)
Василиса Самохвалова (род. 09.10. 2024)

## Телевизионная карьера, телесериалы
- «Обратная сторона Луны» — исполнительный продюсер
- «Супер Макс» — ведущий продюсер
- «Саранча»— исполнительный продюсер
- «Мажор» — генеральный продюсер
- «Фарца» — ведущий продюсер
- «Метод» — ведущий продюсер
- «Клим» — ведущий продюсер
- «Русалки» — продюсер
- «Дом фарфора» — ведущий продюсер
- «Sпарта» — ведущий продюсер
- «Мажор 2» — генеральный продюсер
- «Секретарша» — ведущий продюсер
- «Троцкий» — ведущий продюсер
- «Лачуга должника» — ведущий продюсер
- «Заступники» — ведущий продюсер
- «Триггер» — ведущий продюсер
- «Алиби» — ведущий продюсер
- «Мажор 3» — генеральный продюсер
- «Коп» — ведущий продюсер
- «Гоголь» — ведущий продюсер
- «Актер» — ведущий продюсер
- «Территория» — ведущий продюсер
- «Про Веру» — ведущий продюсер
- «Последствия» — ведущий продюсер
- «Порт» — ведущий продюсер
- «Метод 2» — ведущий продюсер
- «Спи со мной» (заморожен) — ведущий продюсер
- «Бендер (телесериал)» — генеральный продюсер
- «Шерлок в России» — генеральный продюсер
- «Проект «Анна Николаевна»» — генеральный продюсер
- «Последний министр» — генеральный продюсер
- «Просто представь, что мы знаем» — генеральный продюсер
- «Детективный синдром» — генеральный продюсер
- «Пищеблок» — генеральный продюсер
- «Контакт» — генеральный продюсер
- «Спроси Марту» — генеральный продюсер
- «Лифт» (заморожен) — ведущий продюсер
- «Бег улиток» (2022) — генеральный продюсер
- «Нулевой пациент» (2022) — генеральный продюсер
- «Химера» (2022)   — генеральный продюсер
- «Переговорщик»  (2022) — генеральный продюсер
- «Разрешите обратиться» (2023) — генеральный продюсер
- «Райцентр» (2023) — генеральный продюсер
- «Лада голд» (2023) — генеральный продюсер
- «Чеболь против детектива» (2023) — ассоциированный продюсер
- «Золотое дно» (2024) — генеральный продюсер
- «Трасса» (2024) — генеральный продюсер
- «Лихие» (2024) — генеральный продюсер
- «Аутсорс» — генеральный продюсер

### Кино
- «Zолушка» (2012) — исполнительный продюсер
- «В спорте только девушки» (2014) — ведущий продюсер
- «Саранча» (2013) — исполнительный продюсер
- «День до» (2016) — исполнительный продюсер
- «Гоголь. Начало» (2017) — ведущий продюсер
- «Гоголь. Вий» (2018) — ведущий продюсер
- «Гоголь. Страшная месть» (2018) — ведущий продюсер
- «Скажи ей» (2021) — генеральный продюсер
- «Мажор» (фильм) (2021) — ведущий продюсер
- «Бендер: Начало» (2021) — ведущий продюсер
- «Бендер: Золото империи» (2021) — ведущий продюсер
- «Бендер: Последняя афера» (2021) — ведущий продюсер
- «Мажор в Сочи» (фильм) (2022)
- «Голем» (2023) — ведущий продюсер

### Награды
- 2013 год — премия Ассоциации продюсеров кино и телевидения в номинации «Лучший телевизионный мини-сериал (5-16 серий)» за сериал «Обратная сторона Луны»
- 2015 год — премия Ассоциации продюсеров кино и телевидения в номинации «Лучший телевизионный мини-сериал (5-24 серии)» за сериал «Мажор»; премия «Жорж» в номинации «Российский сериал года (драма)» за сериал «Мажор»; премия Международного кинофестиваля в Портсмуте в номинации «Лучший фильм» за картину «Саранча».
- 2016 год —премии «ТЭФИ 2016» в номинации «Телевизионный фильм/сериал» за сериал «Метод»; премия «Жорж» в номинации «Российский сериал года (драма)» за сериал «Метод»; премия Нью-Йоркского кинофестиваля в номинации «Криминальная драма» за сериал «Метод»; платиновая награда Хьюстонского международного кинофестиваля за сериал «Метод».
- 2017 год — премия «Золотой орёл 2017» в номинации «Лучший телефильм или мини-сериал (до 10 серий)» за сериал «Клим»; премия Ассоциации продюсеров кино и телевидения в номинации «Лучший телевизионный мини-сериал (5-24 серии)» за сериал «Мажор»
- 2018 год — две премии «ТЭФИ 2018» в номинации «Телевизионный фильм/сериал» за сериал «Троцкий» и в номинации «Событие телевизионного сезона» за фильм «Гоголь. Начало», премия Ассоциации продюсеров кино и телевидения в номинации «Лучший телевизионный мини-сериал (5-24 серии)» за сериал «Троцкий»
- 2023 год  — премия Ассоциации продюсеров кино и телевидения в номинации Лучший онлайн-сериал (6-12 серий)  за сериал «Нулевой пациент»
- 2023 год — премия Ассоциации продюсеров кино и телевидения в номинации Лучший сериал (5-24 серии) за сериал  «Хрустальный»
- 2024 год —  награда за самый ожидаемый сериал на фестивале «Новый сезон» за сериал «Аутсорс»